# Helen Zille

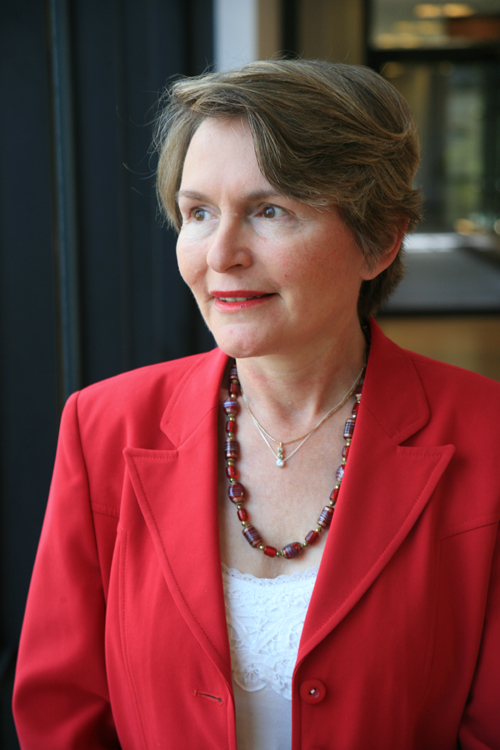
Premier Prowincji Przylądkowej Zachodniej Helen Zille

Helen Zille (ur. 9 marca 1951 w Johannesburgu) – południowoafrykańska dziennikarka i działaczka antyapartheidowa, samorządowiec i polityk, burmistrz Kapsztadu (2006–2009), od 2009 premier Prowincji Przylądkowej Zachodniej oraz od 2007 przewodnicząca Aliansu Demokratycznego.

## Życiorys
Urodziła się w Johannesburgu w rodzinie niemieckich imigrantów żydowskiego pochodzenia, którzy opuścili III Rzeszę w latach 30. Wykształcenie otrzymała w St. Mary's School w Waverley oraz na Uniwersytecie w Witwatersrand, gdzie studiowała sztukę. 
W 1974 rozpoczęła pracę dla „Rand Daily Mail” jako korespondent polityczny. Zasłynęła, gdy w 1977 obaliła tezę ministra policji i sprawiedliwości Jimmy'ego Krugera, że działacz antyapartheidowski Steve Biko zmarł w więzieniu w wyniku strajku głodowego. W latach 80. zaangażowała się w działania przeciwko apartheidowi, m.in. w tzw. ruch Black Sash. Była również wiceszefową End Conscription Campaign w Prowincji Zachodnioprzylądkowej. Za swą działalność była aresztowana i skazana na karę więzienia w zawieszeniu. W 1986 wraz z mężem udostępniła swój dom dla zagrożonych aresztowaniem działaczy antyapartheidowskich podczas stanu wyjątkowego w Republice. 
W 1993 została dyrektorem ds. rozwoju i kontaktów publicznych na Uniwersytecie w Kapsztadzie. Stała również na czele Rady Zarządzającej Grove Primary School. W 1996 włączyła się w kampanię przeciwko polityce rządu mającej na celu ograniczenie wpływu zarządów szkół na mianowanie kadry nauczycielskiej. Została zauważona przez Partię Demokratyczną, która zaproponowała jej napisanie programu polityki oświatowej w Prowincji Przylądkowej Zachodniej. W 1999 objęła mandat posłanki Parlamentu Prowincji Przylądkowej Zachodniej oraz tekę lokalnego ministra oświaty. 
W wyborach parlamentarnych 2004 została wybrana na posłankę z ramienia Aliansu Demokratycznego. Objęła również funkcję wiceprzewodniczącej partii w skali kraju, pełniąc zarazem obowiązki rzecznika partii oraz rzecznika ds. oświaty. Mandat poselski sprawowała do 2006, gdy po zwycięstwie wyborczym Aliansu wybrano ją 15 marca burmistrzem Kapsztadu. Podczas sprawowania tej funkcji udało jej się ograniczyć przestępczość, handel narkotykami oraz bezrobocie, za co w 2008 została uhonorowana tytułem World Mayor of the Year (w konkursie brało udział 820 kandydatów). W 2007 objęła obowiązki przewodniczącej Aliansu Demokratycznego. 
W wyborach 2009 kandydowała na urząd premiera Prowincji Przylądkowej Zachodniej. 6 maja 2009 nowy parlament regionalny wybrał ją na ten urząd większością głosów 24 do 14.   W wyborach w maju 2014 uzyskała reelekcję.  

## Życie prywatne
Jest zamężna z profesorem Johannem Mareem, którego poślubiła w 1982. Mają razem dwójkę synów: Paula i Thomasa. Należy do Zjednoczonego Kościoła Rondebosch w Kapsztadzie. Mówi w językach angielskim, afrikaans, niemieckim i xhosa.